# Геотермальні ресурси
Геотермальні ресурси (рос.геотермальные ресурсы; англ. geothermal resources; нім. geothermale Reserven f pl, Geothermalressourcen f pl) — запаси глибинного тепла Землі, експлуатація яких економічно доцільна сучасними технічними засобами.
Потенційна частка Г.р. у загальному паливно-енергетичному балансі промислово розвинутих країн (Італії, США, Японії) оцінюється в 5–10 %. З удосконаленням техніки і технології експлуатації цей відсоток може бути збільшено до 50 % і більше. Розрізняють Г.р. (термальні води), що містяться в природних підземних колекторах, і петрогеотермальні ресурси, які акумульовані в нагрітих (до 350 °C і більше) блоках і практично безводних (т. зв. сухих) гірських порід. Технологія видобування петрогеотермальних ресурсів основана на створенні штучних циркуляційних систем (так званих теплових котлів).
Практичне значення мають гідротермальні ресурси, стійкий режим яких, відносна простота видобування і значні площі розповсюдження дали змогу використати ці води для теплопостачання (при температурах від 40 до 100—150 °C) і вироблення електроенергії (150—300 °C).
Г.р. приурочені до тріщинуватих водонапірних систем, що належать до районів сучасного вулканізму і складчастих зон, підданих впливові найновіших тектонічних рухів, а також до пластових водонапірних систем, розташованих у депресійних зонах, представлених великими товщами осадових відкладів мезозойського і кайнозойського віків.
Тріщинуваті водонапірні системи розвинуті локально в значних зонах тектонічних розломів. При використанні Г.р. внаслідок корозійної активності вод відбувається хімічне і теплове забруднення навколишнього середовища. З метою охорони середовища термальні води після їх використання знову запомповують у продуктивні пласти (тріщинуваті зони).
Боротьба з корозійним впливом природних енергоносіїв на устаткування, прилади, конструкційні матеріали вирішується на стадіях проектування і експлуатації конкретних об'єктів шляхом додавання хімічних реагентів до енергоносія, попередньої дегазації, а також підбором відповідних корозійностійких металів і покриттів.